# Двоє у новому домі
«Двоє у новому домі» (рос. «Двое в новом доме») — російська радянська мелодрама, знята на кіностудії «Ленфільм» у 1978 році режисером  Тофіком Шахвердієвим.

## Сюжет
Сергій, робітник радіозаводу, студент-заочник, і Неля, гід «Інтуриста», порівняно недавно одружилися, але вже переживають серйозну сімейну кризу. Перші життєві труднощі загрожують зруйнувати їхній шлюб. Молодому подружжю доводиться поєднувати навчання з роботою, тулитися з маленькою донькою на приватній квартирі, відчувати матеріальну скруту. Будні стали дратувати Нелю, але ще більше її дратує чоловік. Сергій — хороший чоловік, люблячий дружину і дочку, але дружині він здається тюхтієм, недотепою, занадто м'яким і який не вміє постояти за себе. Інша справа Волков, начальник відділу, де працює Неля. Цілковита протилежність Сергію, він, навпаки, людина заповзятлива, у розквіті сил, справжній чоловік і еталон надійності…
Знаючи про роман дружини, Сергій страждає, однак, не перестає кохати її і ніжно піклуватися про неї. Неля, з одного боку, сповнена рішучості змінити своє життя на краще, з другого — відчуває страх перед прийдешньою зрадою. Зрештою життя начебто налагодилася. Неля повертається до чоловіка, молода сім'я отримує довгоочікувану квартиру. Але що їх очікує в майбутньому?

## У головних ролях
- Марія Соломіна —  Неля — Неллі Вікторівна Кононова — гід «Інтуриста»
- Олександр Абдулов —  Сергій — Сергій Михайлович Кононов — студент-заочник
- Кіра Романова —  Марішка Кононова, дочка Неллі і Сергія
- Еммануїл Віторган —  начальник відділу «Інтуриста» Володимир Васильович Волков
- Ернст Романов —  доцент Євген Олексійович, викладач Сергія
- Анатолій Горін —  офіціант Фелікс
- Тетяна Лейбель —  Яна
- Тетяна Маневська —  Світу
- Павло Панков —  Михайло Кононов, батько Сергія
- Тетяна Пилецька —  мати Сергія
- Георгій Мартиросян —  гість на дні народження Марішки
- Галина Семенова —  приятелька Неллі
- Анатолій Пузирьов —  епізод
- Володимир Шахіджанян —  адміністратор
- Віталій Каневський —  студент-заочник
- Гелій Сисоєв —  приятель Сергія   (в титрах не вказаний)
- Віра Титова —  Віра, відвідувачка ресторану   (в титрах не вказано)
- Олег Хроменков —  відвідувач ресторану   (в титрах не вказаний)
- Володимир Юр'єв —  студент   (в титрах не вказаний)

## Знімальна група
- Автор сценарію — Анатолій Гребнєв
- Режисер-постановник —  Тофік Шахвердієв
- Головний оператор —  Микола Покопцев
- Композитор —  Ісаак Шварц